# Souls to Deny
Souls to Deny è il quarto album in studio del gruppo musicale death metal statunitense Suffocation, pubblicato nel 2004.

## Tracce
1. Deceit – 4:40
2. To Weep Once More – 4:31
3. Souls to Deny – 5:45
4. Surgery of Impalement – 3:51
5. Demise of the Clone – 4:36
6. Subconsciously Enslaved – 4:24
7. Immortally Condemned – 6:03
8. Tomes of Acrimony – 4:30

## Formazione
- Frank Mullen - voce
- Terrance Hobbs - chitarra, basso
- Guy Marchais - chitarra
- Mike Smith - batteria